# シエラ・モレナ山脈
シエラ・モレナ山脈（スペイン語: Sierra Morena）は、イベリア半島南部にある山脈。Sierra（シエラ）はスペイン語で山脈という意味でことから、単にシエラ・モレナ、或いはモレナ山脈とも表記される。

## 地理
スペイン・エストレマドゥーラ州バダホス県、カスティーリャ＝ラ・マンチャ州シウダ・レアル県、アンダルシア州コルドバ県、ハエン県、セビリア県、ウエルバ県にまたがっている。東西に長く伸びており、その長さは約450km、幅は約120kmである。その東端はハエン県の北東にあるグアダラルメーナ川の上流部、その西端はポルトガルに近いウエルバ県北西部である。イベリア半島中央部に広がる広大な台地であるメセタ、グアディアナ川の流域、グアダルキビール川の流域を隔てている。
最高峰は標高1,332mのバニュエラである。その他の重要な山には1,312mのコラル・デ・ボロス、1,298mのエストレーリャ岩山などがある。
アフリカプレートが北に向かって動いた際の圧力によって隆起した結果としてシエラ・モレナ山脈が誕生した。花崗岩や石英などの硬い古生代の岩石に加えて、スレートや片麻岩などの柔らかい岩石からなる。名称は「暗い山脈」を意味し、おそらくこの山脈を構成する暗い色合いの岩や植生に由来する。マリアニカ山脈(Sierra Mariánica)と表記されることもある。
シエラ・モレナ山脈の平均標高は高くはなく、その最高峰の標高（1,332m）はイベリア半島の主要な山系の中でもっとも低い。山脈内のピークの標高は均質であり、山脈全体が600-1,300mの間に収まっている。メセタの南端のラインを形成しており、シエラ・モレナ山脈北部の大部分はメセタの標高（610-760m）をかろうじて上回る程度の標高しかない。その一方で山脈の南側にあるグアダルキビール川流域、いわゆるベティコ平原から見ると、この山脈の南斜面や渓谷は印象的で立派な地形に見える。ハエン県に位置するデスペニャペロス峡谷はデスペニャペロス川が形成した険しい峡谷であり、両側を岩が露出した薄い壁のような山に挟まれている。メセタから山脈内部を通ってアンダルシア地方に向かう際の主要な交通路となっており、鉄道路線や欧州自動車道路E-5号線がこの峡谷を通っている。

### 山地

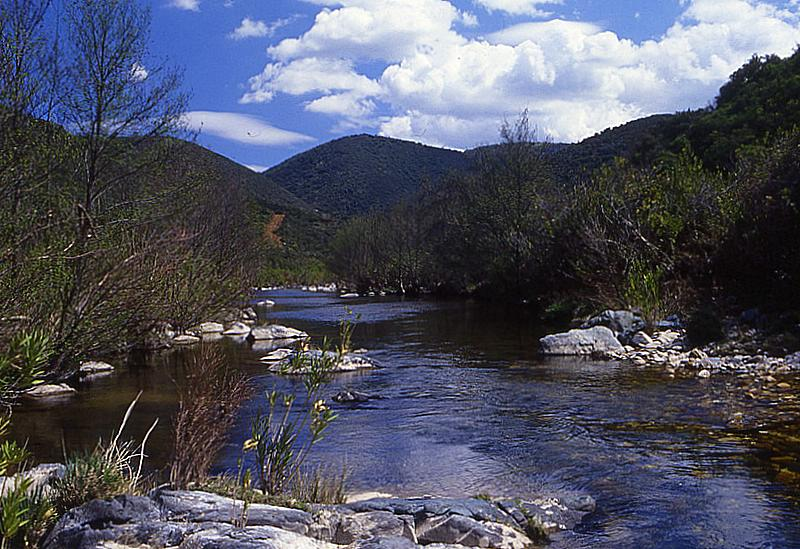
モントーロ山地とカルデーニャ山地を隔てているジェグアス川

シエラ・モレナ山脈に属する山地を東から列挙する。
- レルンブラール山地(Sierra del Relumbrar) : ピラス・ベルデス岩山(1,151 m)とサン・アンドレス岩山(1,224 m)
- マドローナ山地（英語版） : バニュエラ(1,323 m)とコラル・デ・ボロス(1,312 m)[6]とアブラゴーソ(1,301 m)とレボリェーラ(1,161 m)
- アルマデン山地(Sierra de Almadén)
- アルクディア山地(Sierra de Alcudia) : ナバルマルコス(1,057 m)とフディオ(1,107 m)
- テントゥディア山地(Sierra de Tentudía)（トゥディア山地） : テントゥディア峰(1,104 m)
- ビエハ山地（英語版）,[7]（フェリア山地）[8] エル・ミリオ(811 m)
- グランデ・デ・オルナチョス山地(Sierra Grande de Hornachos)（オルナチョス山地またはグランデ山地とも）
- ペドローソ山地(Sierra del Pedroso)
- マリーア・アンドレス山地(Sierra de Maria Andrés)[9]
- アルコネーラ山地(Sierra de Alconera)[10]
- ペドロチェス山地(Sierra de los Pedroches)
- ペニャラドローネス山地(Sierra de Peñaladrones) : ペラージョ山(935 m)
- アルバラーナ山地(Sierra Albarrana)
- マリアンタ山地(Sierra de la Marianta)
- サントス山地(Sierra de los Santos)
- アグハ山地(Sierra de la Aguja)
- アンドゥハル山地(Sierra de Andújar) : カベソ岩山(686 m)
- カルデーニャ山地(Sierra de Cardeña) : コルメーナ峰(828 m)
- モントーロ山地(Sierra de Montoro) : ピンガホ岩山(805 m)[11]
- カルデローネス山地(Sierra de los Calderones) : エストレーリャ岩山(1,298 m)
- ノルテ・デ・セビリア山地（英語版）, カピターナ岩山(960 m), アマペガ峰(910 m)
- アラセーナ山地（英語版）, カスターニョ岩山(962 m), アルモナステル(915 m)
- アローチェ峰(Picos de Aroche)

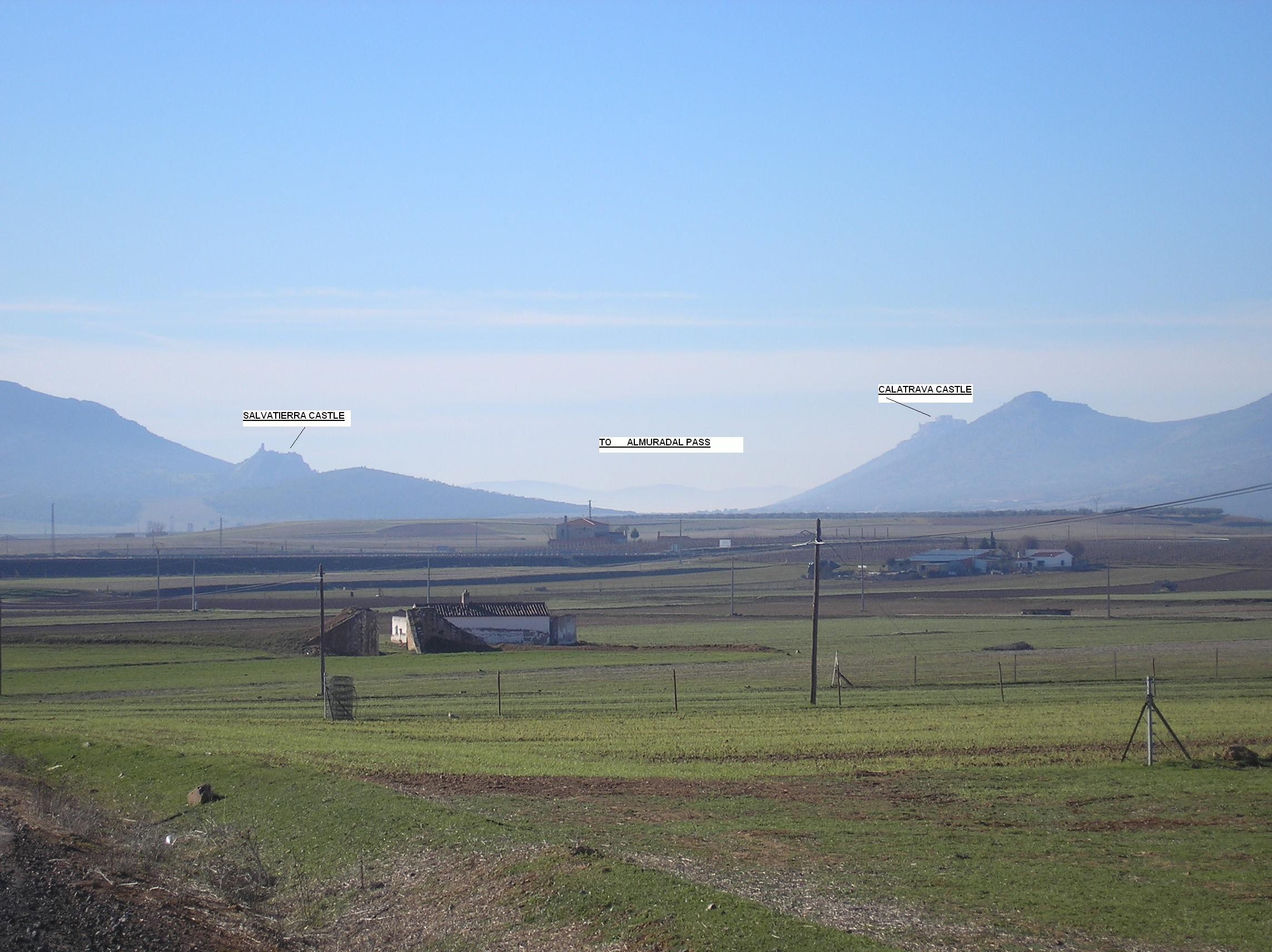
カラトラバ・ラ・ヌエバの峠道
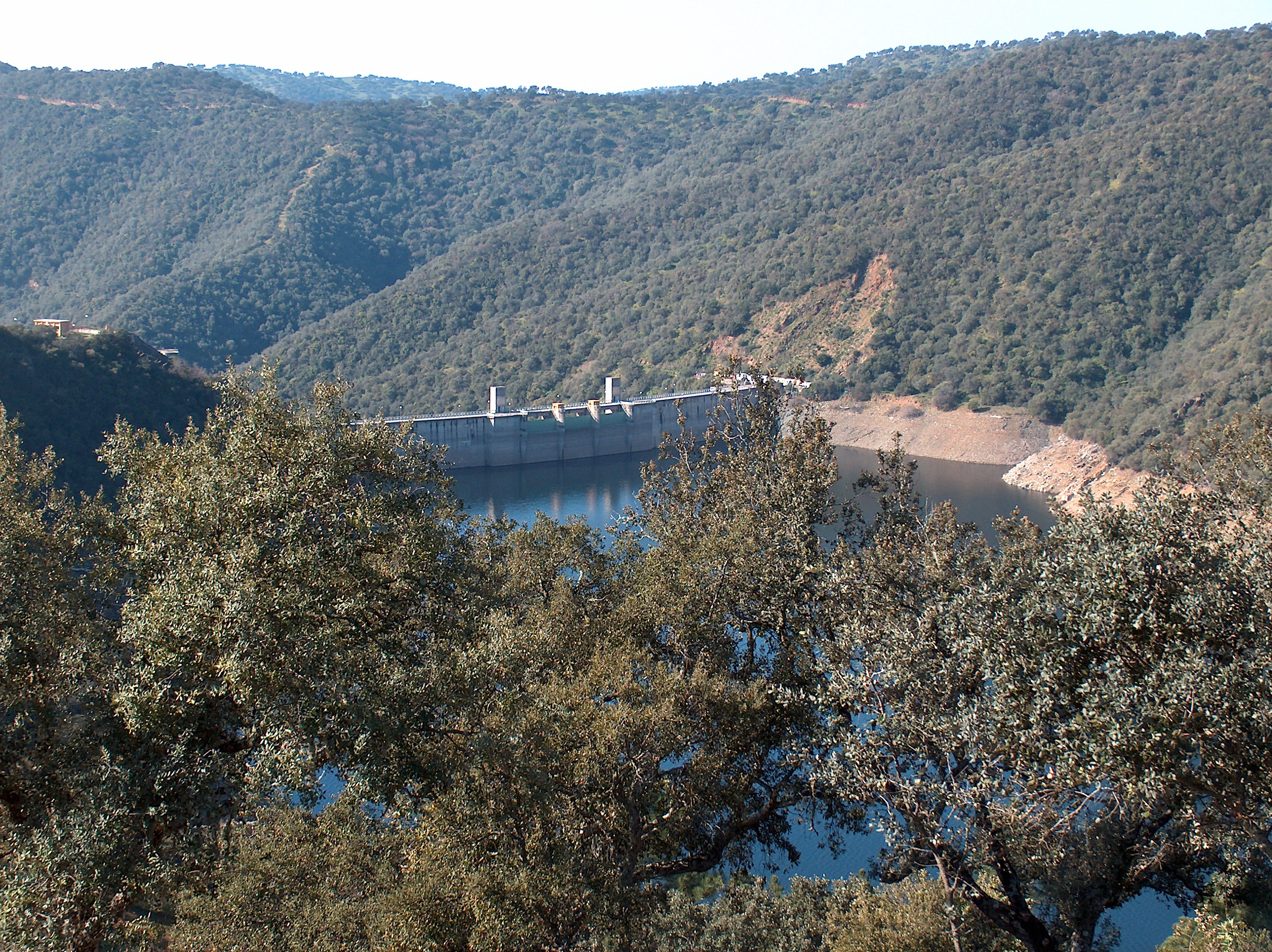
オルナチュエーロス山地のベンベサル・ダム
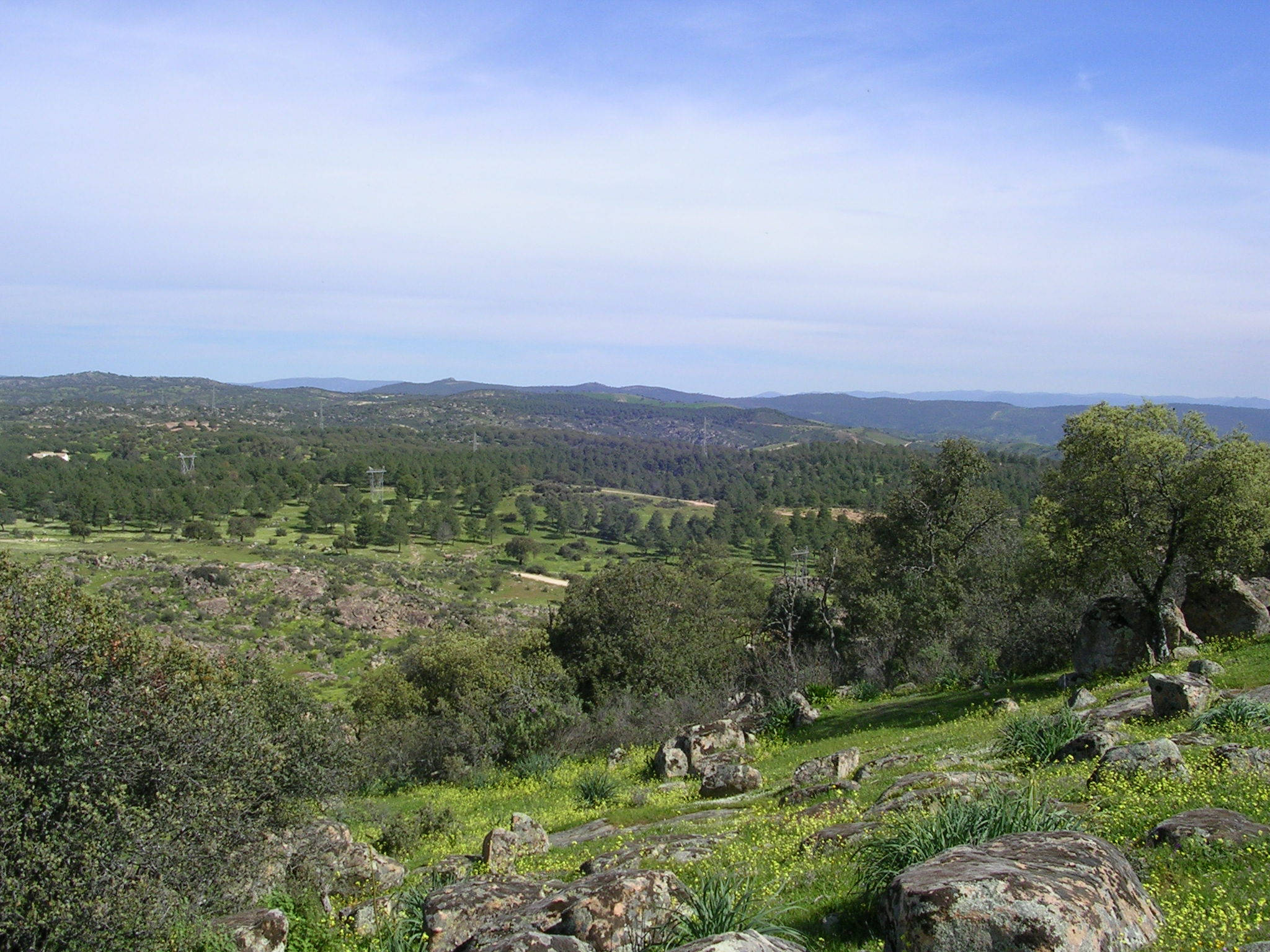
アンドゥハル山地
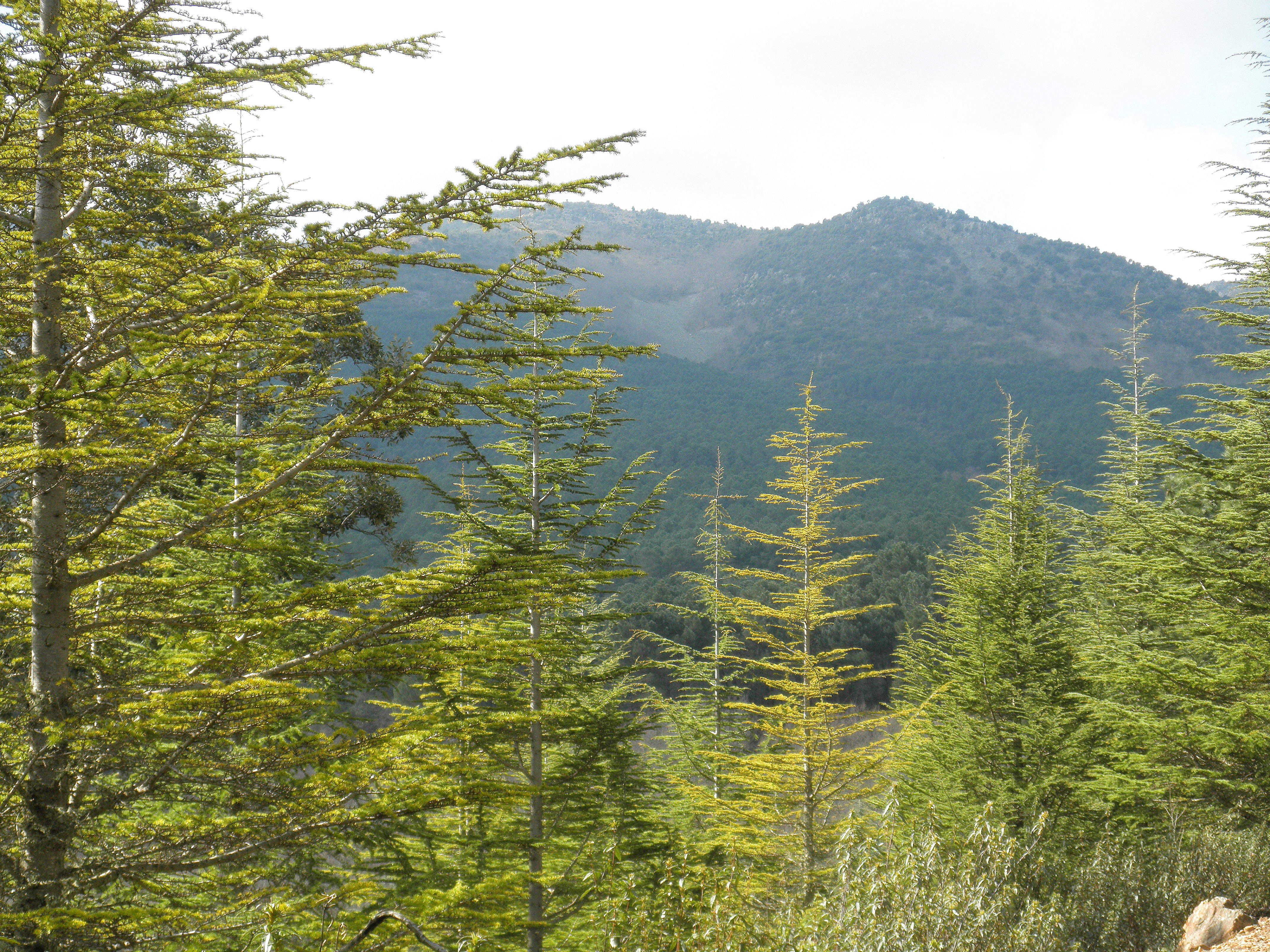
マドローナ山地のナセデーロ谷
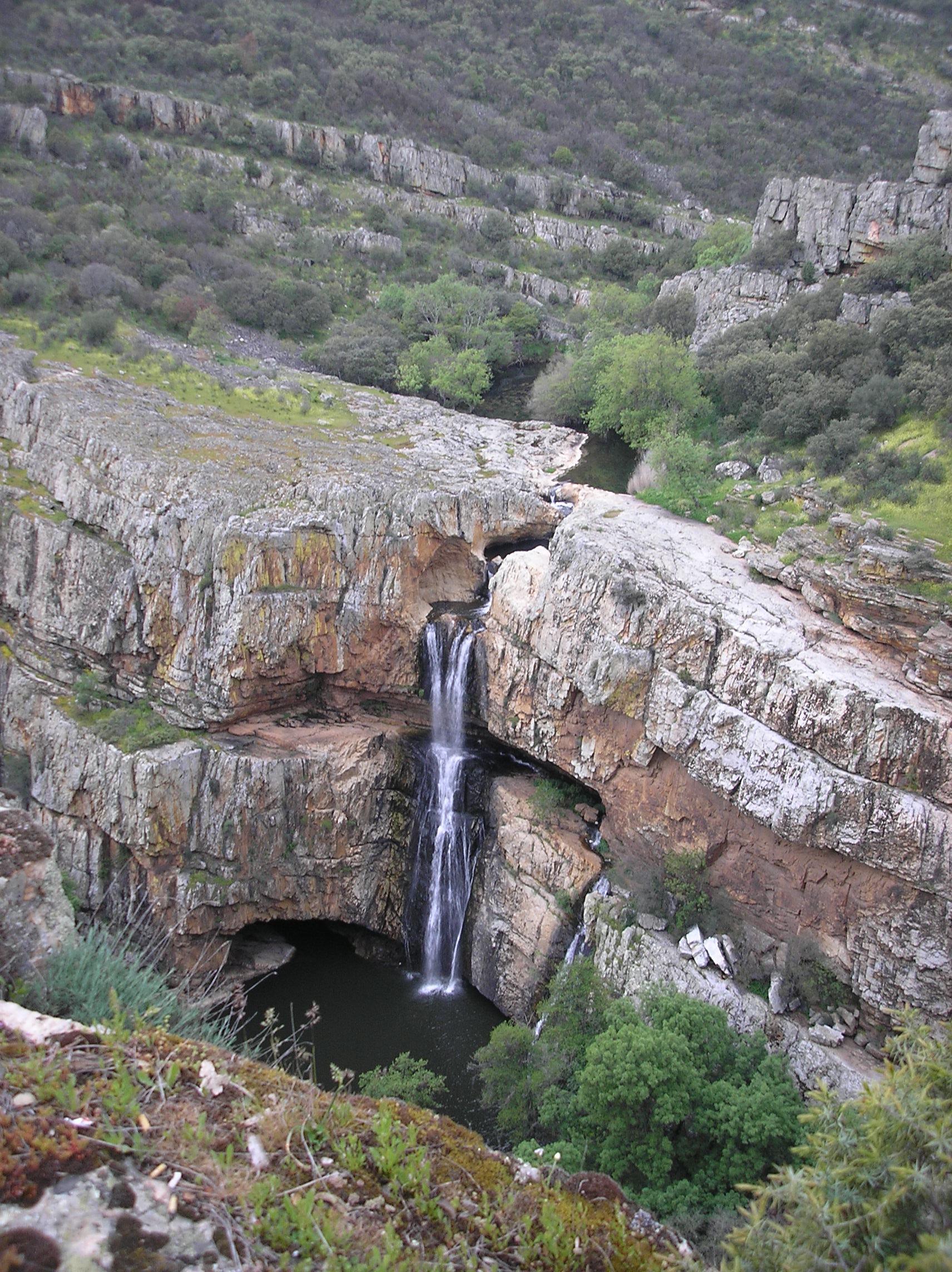
ラ・シンバーラ滝
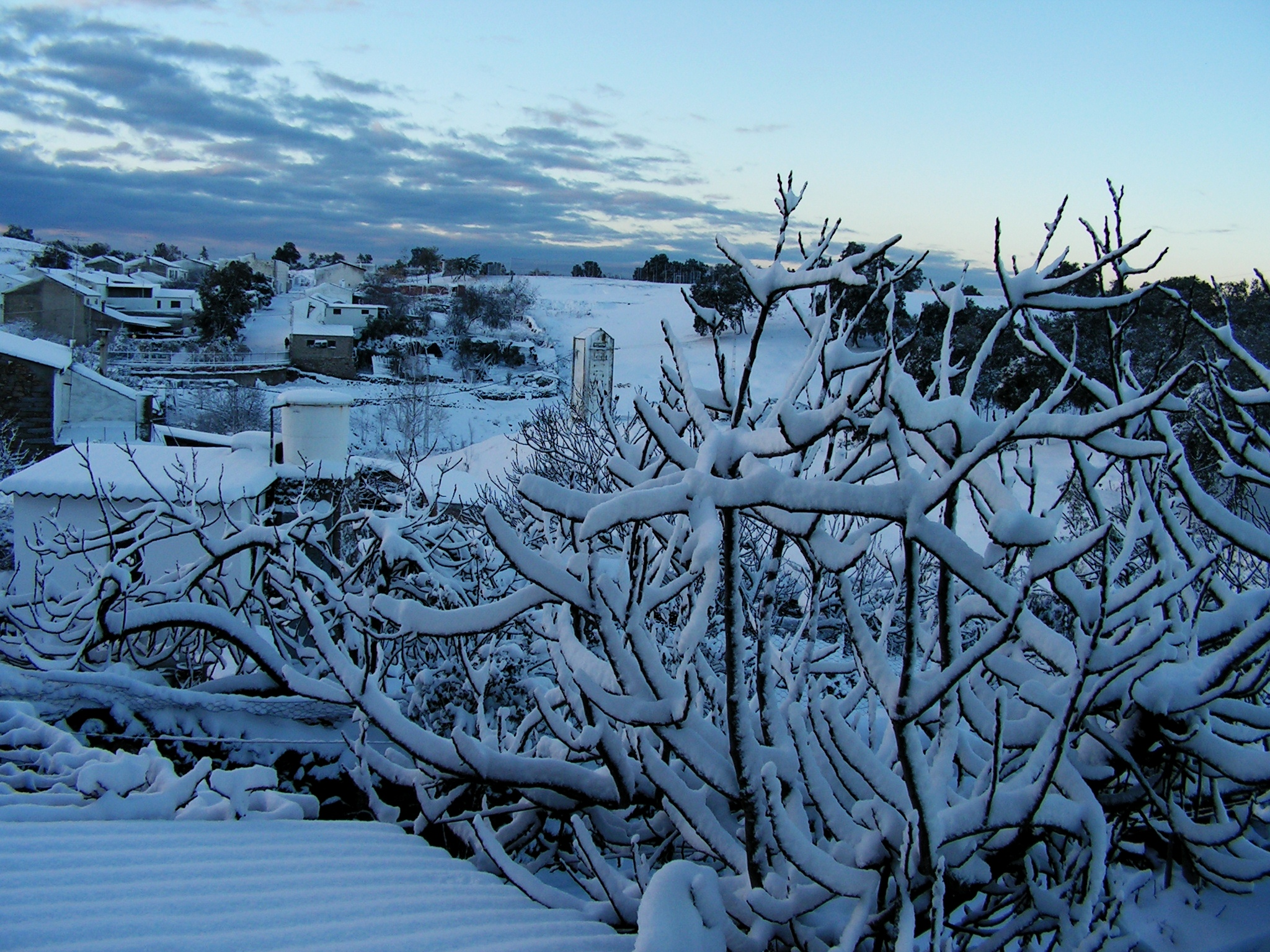
雪をかぶったカルデーニャ山地のベンタ・デル・チャルコ
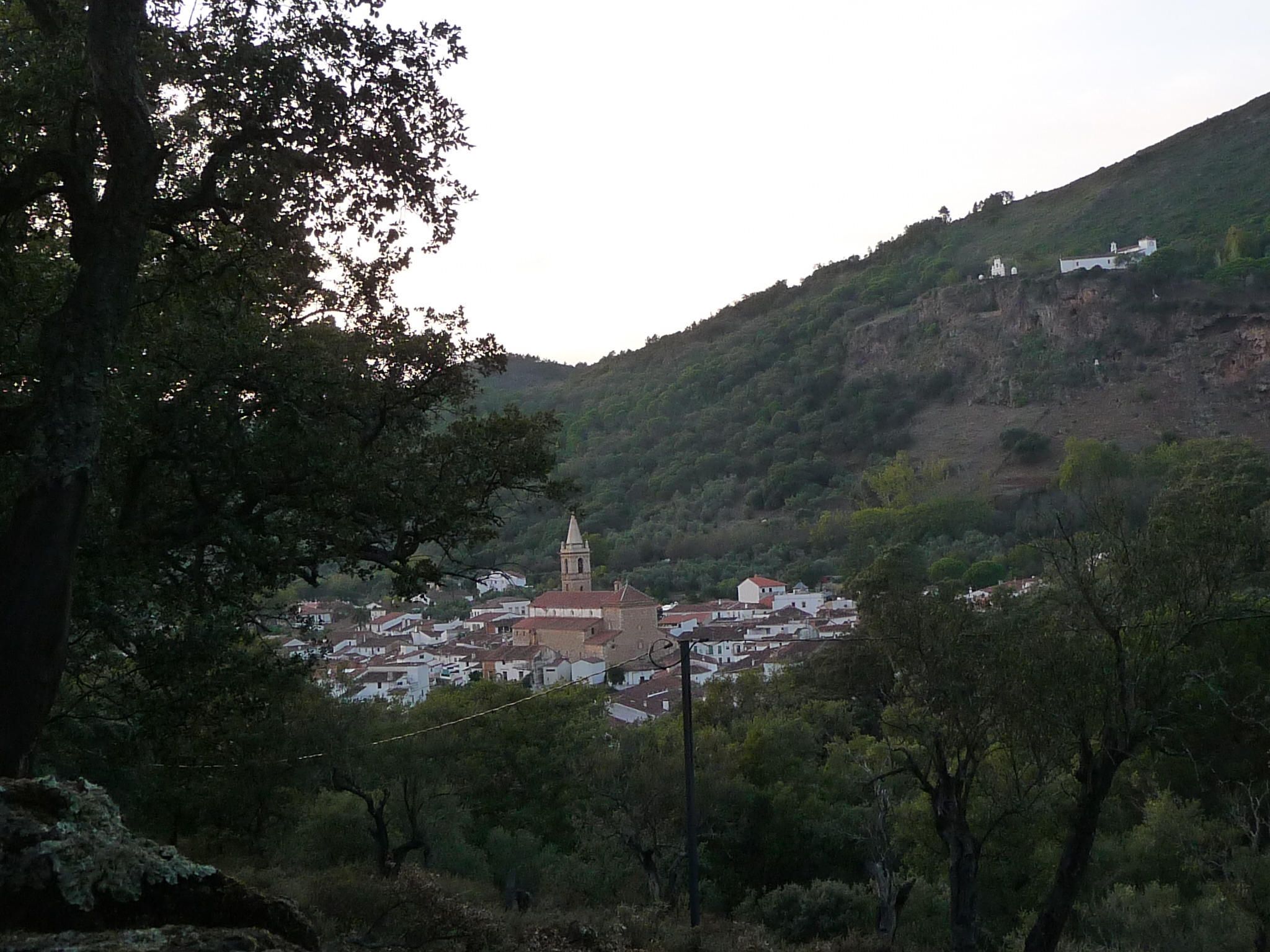
アラハル村とアラセーナ山地

## 歴史

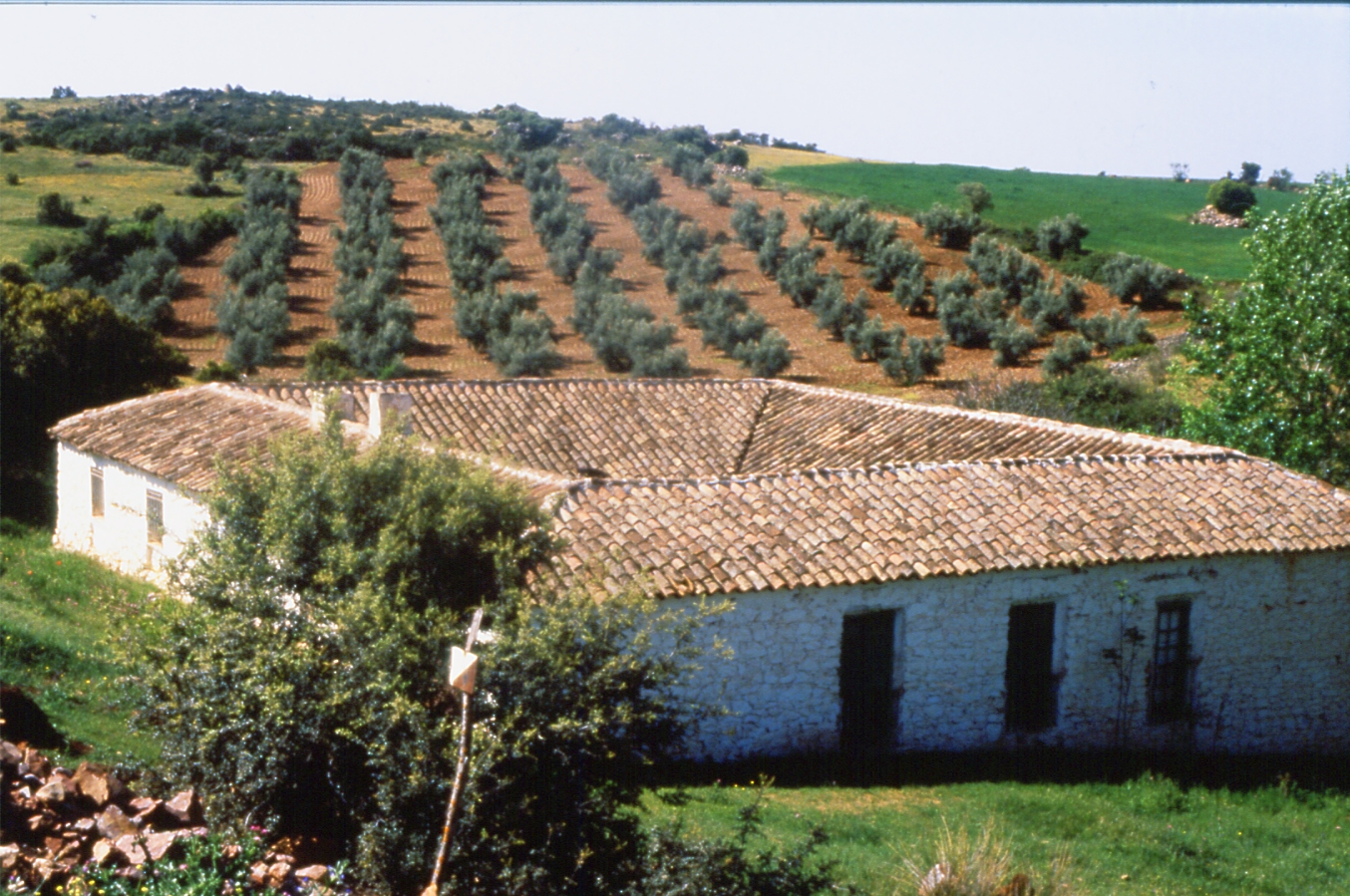
この地域の典型的な農場

シエラ・モレナ山脈には鉛・銀・水銀・その他の金属の鉱床があり、その一部は先史時代から利用されていた。古代のイベリア人は北側のメセタと南側のグアダルキビール川流域を行き来するのにシエラ・モレナ山脈の峠を利用した。
荒涼とした山脈はまた、かつて山賊や追い剥ぎの出没地としても悪名高かった。カルロス3世の治世の1767年には山岳地帯に入植するために、アンダルシア&シエラ・モレナ山脈新居住区という管理区分が導入された。ラ・カロリーナ周辺の一帯にはドイツ、スイス、フランドル地方からの住民も含む農家が入植した。この計画の目標のひとつには、この不毛の地域に安全に馬車を途中停車させられる地点を作ることがあった。
マルコス・ロドリゲス・パントーハはアニョーラに生まれ、今日のカルデニャ・イ・モントーロ自然公園にあたるシエラ・モレナ山中にひとりで住んでいた。コルドバ出身のヘラルド・オリバレス監督による映画『Entre lobos』は、彼の生涯に基づいた作品である。

### スペイン内戦
1930年代後半のスペイン内戦中には多くの戦いや小競り合いの舞台となった。1936年8月に行われたコルドバ攻撃の一部であるムリアーノ山の戦いは、スペイン共和国の悲劇的な運命を表現した、写真家のロバート・キャパによる「崩れ落ちる兵士」の写真で有名となった。この写真はムリアーノ山の戦いで撮影されたものであると信じられていたが、後の研究によって別の場所で撮影されたものであると推定されている。内戦が終わりに向かっていた1939年1月5日から2月4日には、ペニャロージャの戦いとしても知られるバルセキーリョの戦いがこの地域のさらに西側にあるエストレマドゥーラ前線で起こった。

## 文化

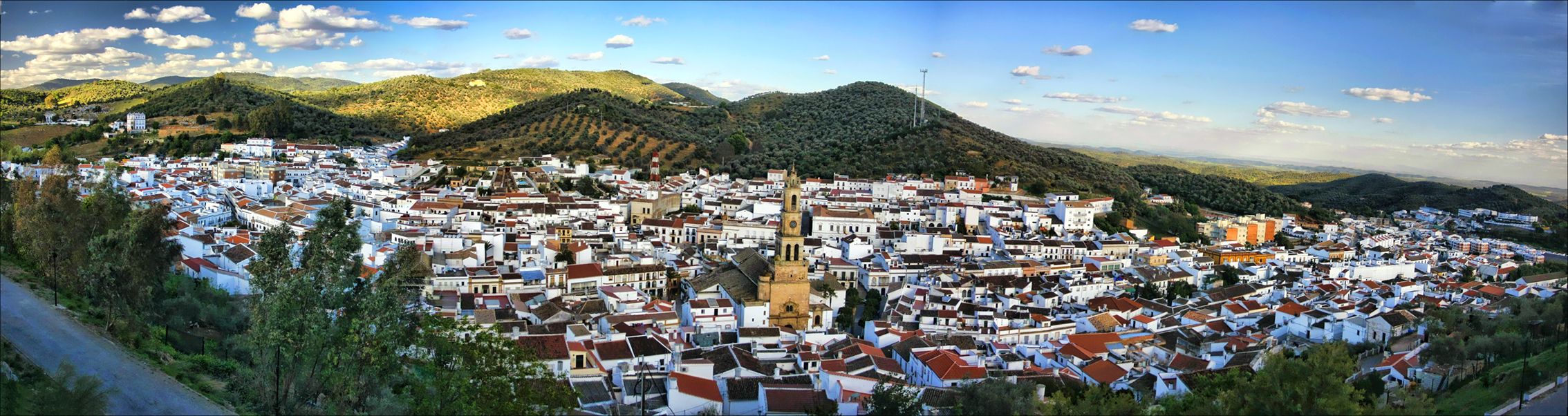
「白い村」コンスタンティーナとノルテ・デ・セビリア山地

16世紀にミゲル・デ・セルバンテスが著した『ドン・キホーテ』にはシエラ・モレナ山脈が登場する。ドン・キホーテが聖なるガレー船奴隷の集団を解放した後、サンチョ・パンサは聖なる同胞団からの逃避先としてシエラ・モレナ山脈を提案する。山脈でドン・キホーテは（悪党に追われる立場になったことで）爵位の重みを熟考する。
ヴォルテールによる1759年の『カンディード』では、主要登場人物がリスボンからの逃亡中にシエラ・モレナ山脈で立ち往生する（第9章-第10章）。ニコライ・カラムジンによる1793年の散文『シエラ・モレナ』では、筆者と若い娘エルビラの愛の物語を紡ぎ、物語を山脈に捧げている。
シエラ・モレナ山脈の人を寄せ付けない景観は、18世紀末から19世紀初頭にポーランド人貴族のジャン・ポトツキが書いた小説『サラゴサで発見された写本』の不気味で超自然的な土地の舞台にもなった。山地ではオリーブ栽培や牧畜が行われているが、ブドウ栽培はほとんど行われていない。
スペイン文化や伝承の分野では名の知られた山脈であり、「シエラ・モレナの山賊」にまつわる伝承、オオカミに育てられた子供（マルコス・ロドリゲス・パントーハ）、その他の伝承などがある。メキシコの曲「シエリート・リンド」にも登場する。

## 自然

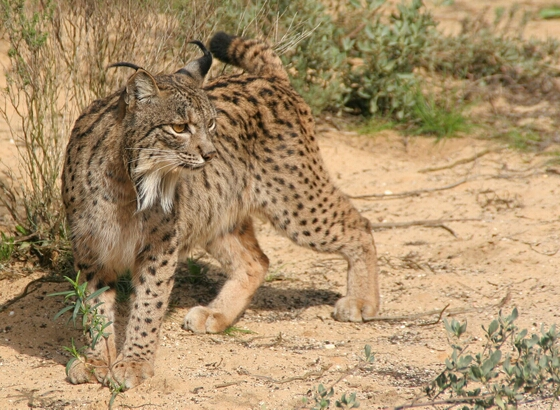
スペインオオヤマネコ

シエラ・モレナ山脈にはコルクガシ、セイヨウヒイラギガシ、ヨーロッパグリ、クエルクス・ルシタニカなどのデエサおよびヤナギとトネリコ属の河畔林があり、イベリアカタシロワシ、クロハゲワシのほか、絶滅の危機に瀕しているスペインオオヤマネコの最後の生息地の一つである。山脈内には以下のような自然公園や他の保護地域が存在する。
- アラセーナ山地・アローチェ峰自然公園（英語版）
- ノルテ・デ・セビリア山脈自然公園（スペイン語版）
- オルナチュエーロス山脈自然公園（スペイン語版）
- カルデーニャ&モントーロ自然公園
- アンドゥハル山地自然公園
- デスペニャペロス自然公園（英語版）
- ペーニャス・デ・アローチェ自然サイト
- ペラーダ山地&リベラ・デル・アセラドール自然サイト
- カスカーダ・デ・ラ・シンバーラ自然サイト

うちはウエルバ県のアラセーナ山地・アローチェ峰自然公園およびコルドバ県のノルテ・デ・セビリア山脈自然公園とオルナチュエーロス山脈自然公園は2002年にユネスコの生物圏保護区に指定された。